# حسن مجتهد خراسانی
سید حسن مجتهد خراسانی بشروی یکی از علمای قرن سیزدهم هجری قمری بود.

## تولد
در نیمه اول قرن سیزدهم هجری قمری در بشرویه و در خانواده‌ای سادات پا به عرصه وجود گذاشت. 

## تحصیلات
وی دوران تحصیلات مقدماتی را نزد پدرش گذراد و سپس عازم مشهد و عتبات عالیات شد. وی در نزد اساتیدی چون شیخ مرتضی انصاری و ملا آقا تحصیل نمود، پس از اتمام تحصیلات و نیل به درجه اجتهاد به بشرویه مراجعت کرد.

## آثار
وی که در میان مردم بشرویه به آقا سید فضایل نیز شهرت داشت. از او آثار ارزشمندی که حدود ۳۰ جلد کتاب در فقه و اصول و علم و معارف اسلامی است باقی‌مانده‌است که تمام این کتب اخیراً طی سال‌های ۱۳۶۹ در انتشارات آستان قدس رضوی به چاپ رسید.

## درگذشت
وی سرانجام در چهارم ربیع‌الاول ۱۳۰۶ هجری قمری درگذشت. آرامگاه او در گورستان قدیمی شهر که بخش شرقی آن به گلزار شهدای شهر بشرویه متصل است، قرار دارد.